# Kolonia Wola Solecka
Kolonia Wola Solecka – kolonia sołecka w Polsce położona w województwie mazowieckim, w powiecie lipskim, w gminie Chotcza.
W latach 1975–1998 miejscowość administracyjnie należała do województwa radomskiego.
Wierni Kościoła rzymskokatolickiego należą do parafii Wniebowzięcia Najświętszej Maryi Panny w Solcu nad Wisłą.